# BABY ROCK
『BABY ROCK』（ベイビー ロック）は、BACK-ONの3枚目のミニアルバム2005年10月19日にcutting edgeから発売された。

## 概要
BACK-ONのメジャーデビュー作品。
捲ったところにあるギターのグラフィックがジャケットの一部になっており、表紙が一部切りとられている。
今作アルバム発売後に始まったツアーのファイナルでは、先着限定でBABY ROCKツアーのLIVE映像、オフショット、メンバーからのコメントを収録した特典ビデオがプレゼントされた。

## 収録曲
全曲、作詞：TEEDA&KENJI03、作曲：BACK-ON、プロデュースはJINである。
1. GAKU-TEN [4:10]
今作のリード曲。タイトルは「学園天国」から来ている。アルバムのCM、及び今曲のPVに及川奈央が出演している。
CDではクラスのマドンナを取り合う設定になっているが、PVでは及川扮する女教師を取り合う設定となっている。そのため、PVではCDの音源内で出演していた、男性教師の声が消されている。
ツアーファイナルのライブでは、及川本人も飛び入り参加している。
2. BLOW [3:38]
3. FLYDOM [4:18]
ミニアルバム『HERO』、フルアルバム『YES!!!』にも収録されている。
4. FORWARD [4:35]
『ADACHI TRIBE』に収録されているのを新録したもの。そのため、よりメジャー仕様となっている。また表記も変更されている。
5. 〜FEEL〜 [1:01]
歌詞がたった4行程度である。半インストのSKIT的曲である。
6. NUTS TRIBE [3:23]
Airstrike,ピンクフラミンゴMG,BACK-ON名義のスピリットアルバム『Survive』、ミニアルバムの『HERO』にも収録されている。
7. ラッキー [4:01]
正式には、曲名が上下逆の表記になっており、「アンラッキー」と読む。
8. SO MANY TEARS [4:55]
TEEDAの歌詞部分は昔に亡くなった母へ宛てたものである。